# Dorfkirche Saaringen

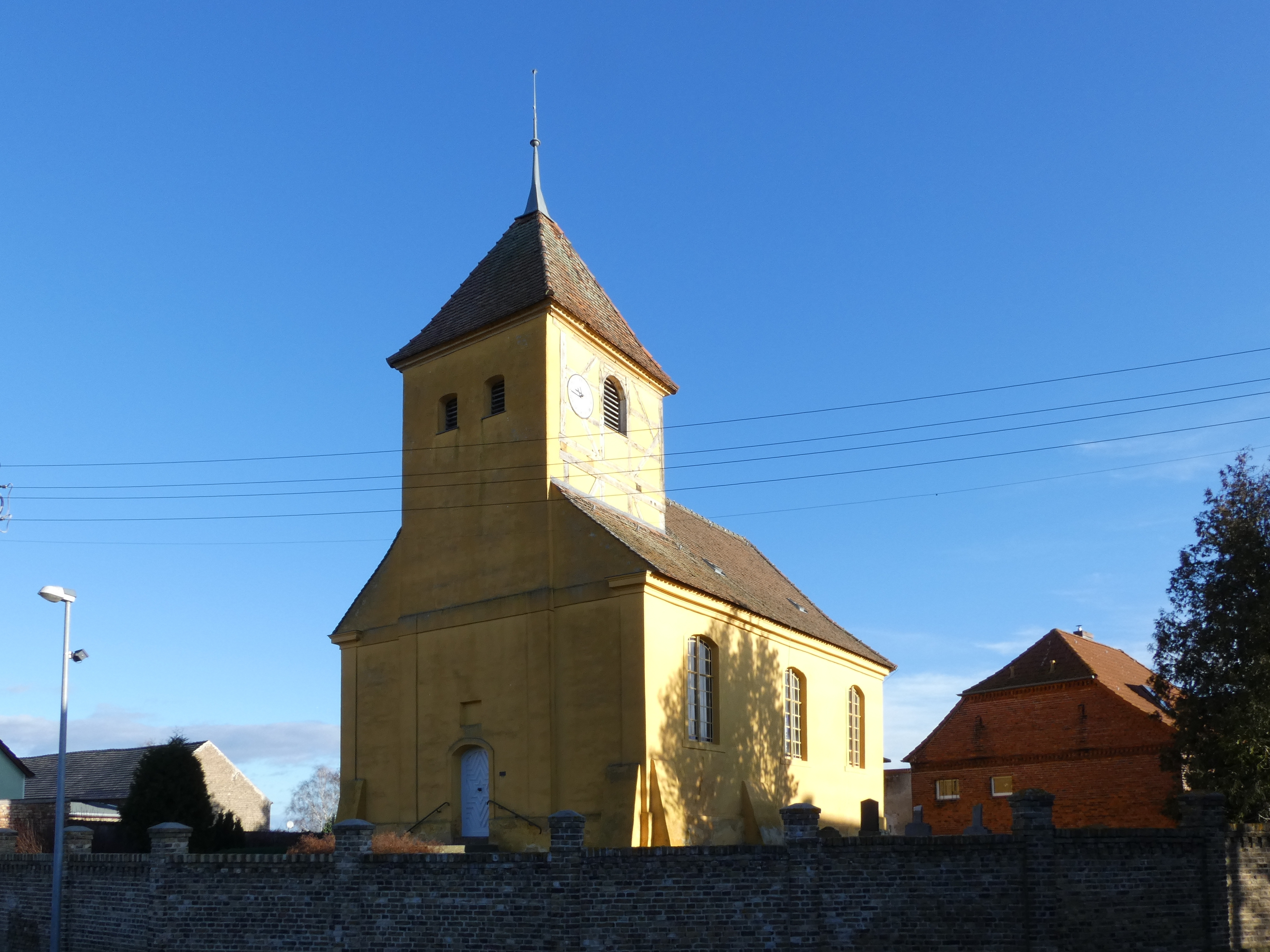
Die Dorfkirche Saaringen von Südwesten

Die Dorfkirche Saaringen ist eine kleine Saalkirche im Ort Saaringen in der Stadt Brandenburg an der Havel. Die Kirche gehört zum Pfarrbereich der Domgemeinde des Kirchenkreises Mittelmark-Brandenburg der Evangelischen Kirche Berlin-Brandenburg-schlesische Oberlausitz. Sie ist ein Baudenkmal.

## Bauwerk

### Baugeschichte
Die erste bekannte Erwähnung einer Kirche in Saaringen stammt aus dem Jahr 1391. Es handelte sich um eine Filialkirche der Dorfkirche Klein Kreutz. 1786 kam es zu einem Brand, der die Kirche zerstörte. In der Folge wurde ein neuer Kirchenbau von 1787 bis 1790 im Stil des Barock errichtet.
Ende des 20. Jahrhunderts gründete sich ein Förderverein, der sich der Sanierung der mittlerweile sehr baufälligen Kirche widmet. Mitglied des Fördervereins ist unter anderem der im Ort wohnhafte Bundespräsident Frank-Walter Steinmeier. In den folgenden Jahren fand eine umfangreiche Sanierung statt. Zunächst ging die Kirche in das Eigentum des Fördervereins über. Fördermittel kamen unter anderem von der Deutschen Stiftung Denkmalschutz.

### Außenbau
Die Saaringer Dorfkirche ist ein kleiner Putzbau. Der Putz ist in einem gelben Farbton gestrichen. Das Portal im Westen ist über eine kleine Freitreppe erreichbar. Es ist segmentbogig gestaltet. Die einflügelige Holztür ist sternenförmig gestaltet. Der Kirchturm ist in Fachwerk gestaltet, welches lediglich nach Westen verputzt ist. Die Schallöffnungen des Glockenstuhls sind ebenfalls, wie auch sämtliche Kirchenfenster segmentbogig. Das Kirchturmdach ist ein Zeltdach, das mit Biberschwänzen eingedeckt ist. Die Spitze ist mit einer Turmkugel, einer Wetterfahne und einem sechsstrahligen Stern ausgestattet.
Das Schiff ist äußerlich schlicht gehalten. Die Fassade gliedernden Elemente sind vertikal Lisenen, um die Fenster Faschen und ein Traufgesims, das auf der Westseite beidseits in Giebelohren ausläuft. Weiterhin sind sechs schräge seitlich stützende Pfeiler, jeweils zwei auf der Nord-, West- und Südseite auffällig. Der östliche Chor ist polygonal gestaltet. Das Dach ist ebenso wie das des Turms mit roten Biberschwänzen eingedeckt. Einige Dachluken sind eingearbeitet.

## Ausstattung

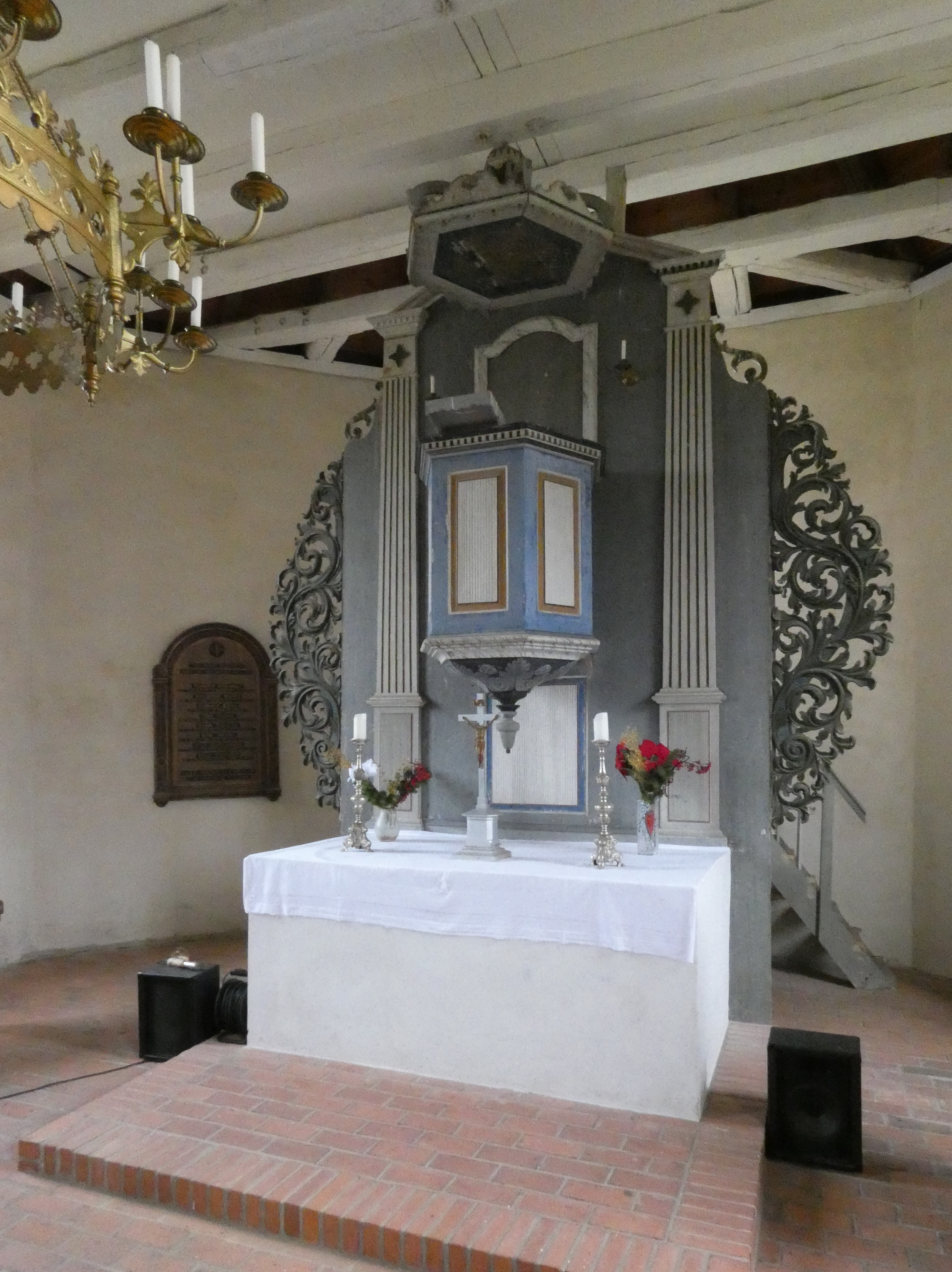
Kanzelaltar

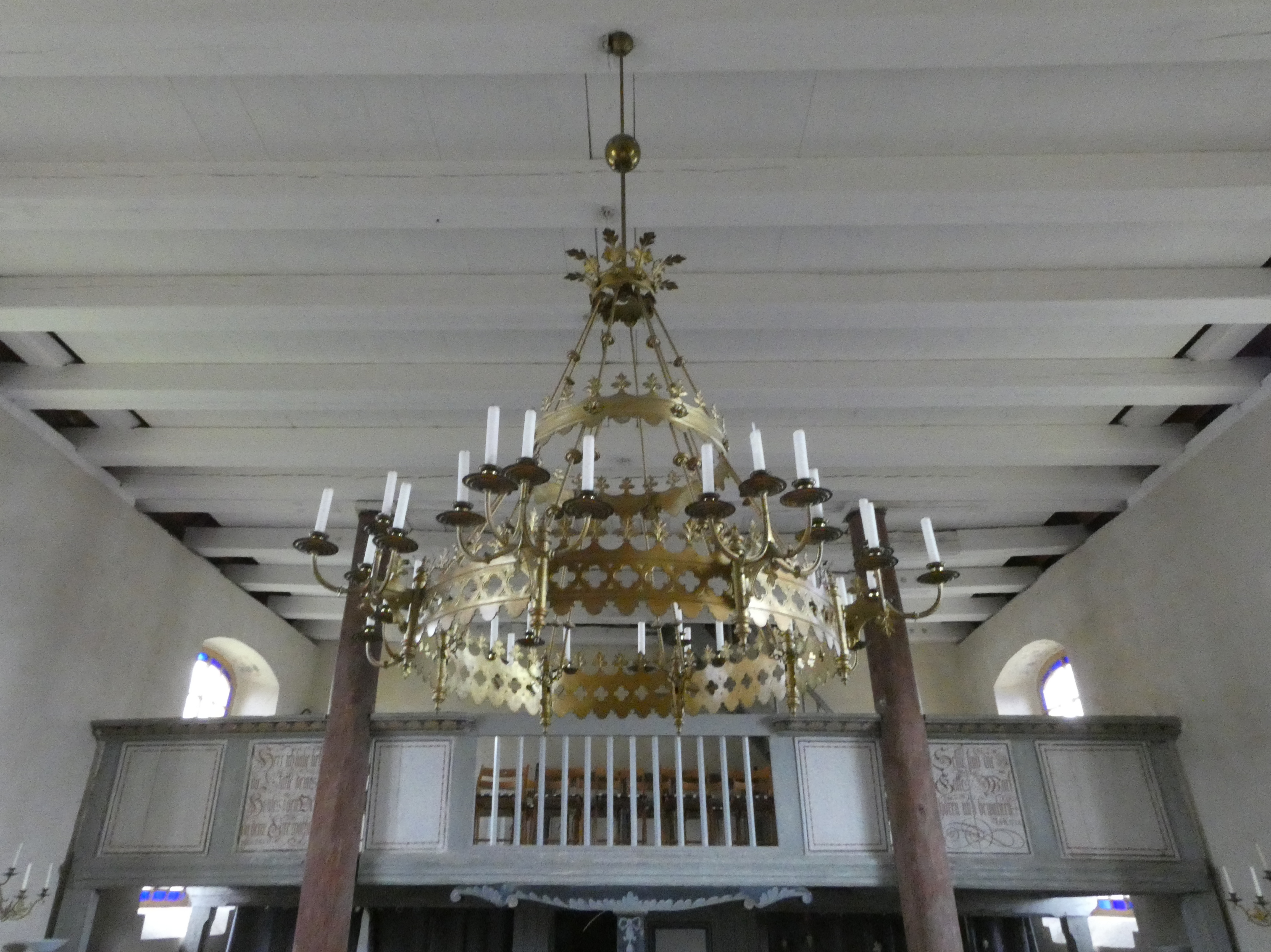
Kronleuchter und Westempore

Im Inneren der Dorfkirche befindet sich ein barocker Kanzelaltar mit Schnitzwerk. Weiterhin existiert ein Taufstein. Die Westempore weist zwei verschnörkelte Frakturinschriften auf. Die erste lautet „Herr ich habe lieb die Stätte deines Hauses und den Ort da deine Ehre wohnt“ (Psalm 26.V.8), die zweite Inschrift „Selig sind die Gottes Wort hören und bewahren“ (LvK.11.28.). Ein metallischer Kronleuchter ist mit Kerzen besetzt. Die Holzbalkendecke hat einen einfarbig weißen Anstrich. Die Wände sind ebenfalls einfarbig weiß und ohne Verzierungen. An ihnen befinden sich Kerzenhalter. Neben der Kerzenbeleuchtung gibt es in der Kirche noch elektrisches Licht. Vor der Westempore befinden sich zwei runde Stützpfeiler. Das Gestühl ist schlicht. Der Fußboden ist teilweise mit Backsteinen, teilweise mit quadratischen Fliesen ausgelegt. Die Fenster sind mit weißem Glas verglast. Farbig ist lediglich ein blauer Rand.

## Kirchengelände
Die Kirche liegt im Zentrum Saaringens etwas erhaben an der Dorfstraße. Der Kirchhof wird weiterhin als Friedhof genutzt.

## Nutzung
Die Dorfkirche Saaringen wird regelmäßig für Konzerte, Theateraufführungen, Ausstellungen und Dorffeste genutzt. Weiterhin finden zu hohen Festen wie Ostern, Erntedank und Weihnachten Gottesdienste in der Kirche statt.